# Vlag van New Jersey
De vlag van New Jersey toont het wapen uit het zegel van New Jersey op een geelbruine achtergrond. De vlag is in gebruik sinds de General Assemblee op 11 maart 1896 het ontwerp aannam en is sindsdien onveranderd het wellicht meest belangrijke symbool van New Jersey gebleven.
De geelbruine achtergrond verwijst naar George Washington, die op 2 oktober 1777 verordonneerde dat de troepen van de New Jersey Line (de troepen uit New Jersey die onderdeel waren van de Continental Army) in 'Jerseyblauwe' uniformen met geelbruine randen moesten aantreden. Dit Jerseyblauw was afgeleid van het blauw uit de Nederlandse vlag en meegebracht door de kolonisten van Nieuw-Nederland. Geelbruine uniformen waren tot Washingtons besluit alleen voor Washington zelf en de leiding van het Continental Army gereserveerd. Vanaf 28 februari 1780 gebruikten regimenten uit New Jersey ook geelbruine vlaggen.